# Глазова, Людмила Сергеевна
Людми́ла Серге́евна Гла́зова (29 августа [11 сентября] 1907, Ижевск, Вятская губерния, Российская империя — 16 мая 1983, Ленинград, СССР) — советская актриса театра и кино. Заслуженная артистка РСФСР (1947).

## Биография
Людмила Глазова родилась 29 августа (11 сентября) 1907 года в Ижевске.
В 1928 году дебютировала в кино, сыграв пионерку Тоню в фильме «Хочу быть лётчицей».
В 1930 году окончила школу — студию киноактёров (кинотехникум) им. Бориса Чайковского по специальности «актриса кино». Работала на киностудиях «Детфильм», «Межрабпомфильм», «Союздетфильм», «Ленфильм» и др.
Знаменитой её сделала роль Людмилы в первой советской экранизации сказки Пушкина «Руслан и Людмила» (1938).
С 1957 года — актриса Ленинградской студии киноактёра.
В последние годы жизни жила замкнуто и скромно. Погибла в Ленинграде 16 мая 1983 года, по некоторым сведениям, от отравления: в квартире по неустановленным причинам случилась утечка газа. Похоронена на Серафимовском кладбище рядом с вторым мужем, кинорежиссёром Семёном Тимошенко.
Первый муж — киноактёр, а позднее режиссёр — Ян Данилович Буринский (1901—1982), который снимался в советских фильмах 1930—1940-х годов.
Сын Вячеслав в 12 лет утонул, провалившись под лёд в 1959 году.

## Фильмография
Жирным выделены фильмы, в которых Людмила Глазова сыграла главную роль.

| Год  |    | Название                     | Роль                                          |
| ---- | -- | ---------------------------- | --------------------------------------------- |
| 1928 | ф  | Хочу быть лётчицей           | Тоня                                          |
| 1931 | ф  | Великие будни                | Настя                                         |
| 1933 | ф  | Солнце восходит на западе    | Рагна                                         |
| 1934 | ф  | Настенька Устинова           | женщина с улицы                               |
| 1934 | ф  | Четыре визита Самюэля Вульфа | Фелис                                         |
| 1936 | ф  | Борцы                        | Урсула Клеберсбуш                             |
| 1936 | ф  | Вратарь                      | Анастасия Вальяжная                           |
| 1938 | ф  | Руслан и Людмила             | Людмила                                       |
| 1943 | ф  | Жди меня                     | подруга Лизы                                  |
| 1944 | ф  | Нашествие                    | Ольга Таланова                                |
| 1945 | ф  | Небесный тихоход             | Катя Кутузова                                 |
| 1959 | ф  | В твоих руках жизнь          | врач                                          |
| 1959 | ф  | Песнь о Кольцове             | тётя Лиза                                     |
| 1960 | ф  | Человек с будущим            | Евдокия Максимовна                            |
| 1960 | ф  | Чужая беда                   | Табакова                                      |
| 1963 | ф  | День счастья                 | новая жена зятя Берёзкина                     |
| 1964 | ф  | Жаворонок                    | пленная русская женщина, работающая на поле   |
| 1964 | ф  | Ноль три                     | мать пациента                                 |
| 1965 | ф  | Хочу верить                  | Зоя Ивановна                                  |
| 1970 | ф  | Зелёные цепочки              | женщина на рынке, продающая детские ботиночки |
| 1970 | ф  | Секундомер                   | администратор гостиницы                       |
| 1972 | ф  | Звезда в ночи                | эпизод                                        |
| 1980 | тф | Никудышная                   | бабушка Ани, мать Веры                        |